# Haarlerbergpadbrug
De Haarlerbergpadbrug (Brug 198P) is een kunstwerk in Amsterdam-Zuidoost.
Hier ligt sinds het eind van de jaren zeventig een viaduct, daardoor voetgangers en fietsers een verbinding hadden tussen beide delen van buurt Amstel III, die door midden gesneden werd door de Gaasperdammerweg/Rijksweg 9.
Toen eenmaal de beslissing was genomen die weg niet bovengronds maar via de Gaasperdammertunnel te leiden en de weg ook te verbreden voldeed dat viaduct niet meer. Die aanpassingen hadden tot gevolg dat er een brede werkgeul rond die weg moest worden aangelegd waarop het verkeer door kon stromen. Dit leidde tot een noodweg ten zuiden van het oude traject. Er werd zand gestort, dat nog moest inklinken, maar zodra dat klaar was werd er een noodweg en een tijdelijke tunnel daaronder aangelegd (rond 2015). Die noodtunnel bestaat uit een metalen tunneldak, dat uit modules gegolfde staalplaten bestaat die ter plekke aan elkaar gezet kunnen worden. Als de noodtunnel niet meer nodig is, kunnen deze modules weer uit elkaar gehaald worden en elders herbruikt. Toen die noodweg eenmaal opengesteld kon worden kon Rijkswaterstaat beginnen met het verbreden van het reeds bestaande viaduct richting noorden. Daar lag een vrij brede sloot met brug 877, de sloot werd versmald; de brug zodanig ingekort zodat er bijna niets meer van over bleef (duiker). In april 2017 werden de nieuwe liggers op hun plaats gehesen en het afwerken kon beginnen. Het verkeer raasde nog voort over de noodweg, het nieuwe viaduct ligt namelijk in de vernieuwde A9.
In november 2017 werden voet- en fietspad onder het viaduct verlegd zodat het beter aansloot op de paden in de omgeving. Op 8 december 2017 kreeg ze haar officiële naam, een vernoeming naar het onderliggende voet/fietspad, dat weer een vernoeming is naar de 63 meter hoge Haarlerberg. Toen het nieuwe traject bijna af was in 2020 kon begonnen worden met het opruimen van de noodweg en het maken van het vierde viaduct. In 2021 werd het gehele complex rondom de Gaasperdammertunnel opgeleverd en was ook deze brug af

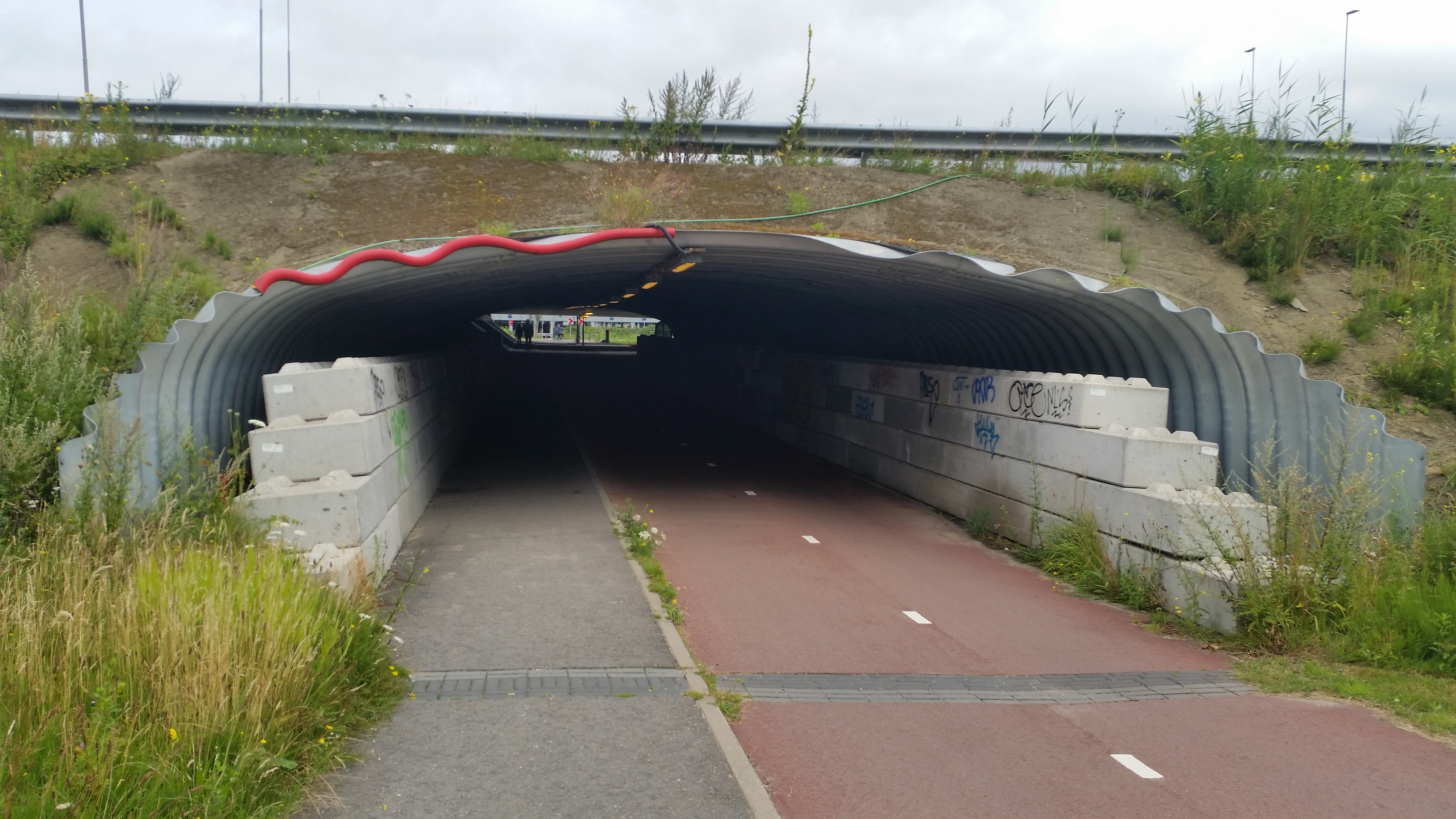
Zuidelijke ingang in afbouw van de Haarlerbergpadbrug (juli 2019)